# Йетс, Андреа
Андреа Йетс (англ. Andrea Yates; род. 2 июля 1964) — бывшая жительница Хьюстона, Техас, известная убийством своих маленьких детей 20 июня 2001 года утоплением их в ванной в своём доме.

## Биография, анамнез
На протяжении многих лет она тяжело страдала от послеродовой депрессии и психозов. Её дело стало первой серьёзной попыткой систематизировать мотивацию психически невменяемых людей в уголовном праве, выявить правовой критерий вменяемости под пристальным общественным контролем в США. В 2002 году Йетс осудили за тяжкое убийство и приговорили к пожизненному заключению с возможностью условно-досрочного освобождения через 40 лет, но приговор позднее отменили на апелляции.
26 июля 2006 года коллегия присяжных Техаса признала Йетс невиновной по причине невменяемости. Она была обследована судебно-медицинской комиссией в государственной больнице северного Техаса, в кампусе Вернон, психиатрическом учреждении с высокой степенью безопасности, расположенном в Верноне, Техас, где она получила медицинскую помощь и была соседкой по комнате Дены Шлоссер, другой женщины-детоубийцы. В январе 2007 г. Йетс была перевезена в психиатрическую больницу с низкой степенью безопасности в Кервилле, Техас.
Американская метал-группа Trivium написала песню о поступке Йетс.